# Lirularia discors
Lirularia discors är en snäckart som beskrevs av J. H. McLean 1984. Lirularia discors ingår i släktet Lirularia och familjen pärlemorsnäckor. Inga underarter finns listade i Catalogue of Life.